# Église Saint-Rémy de Bantheville

L’église Saint-Rémy de Bantheville  est une église de confession catholique située dans le village de Bantheville dans le département de la Meuse en France.

## Situation
L'église Saint-Rémy de Bantheville est située sur la grande place du village de Bantheville dans la grande rue désormais nommée rue Saint-Rémy.

## Historique

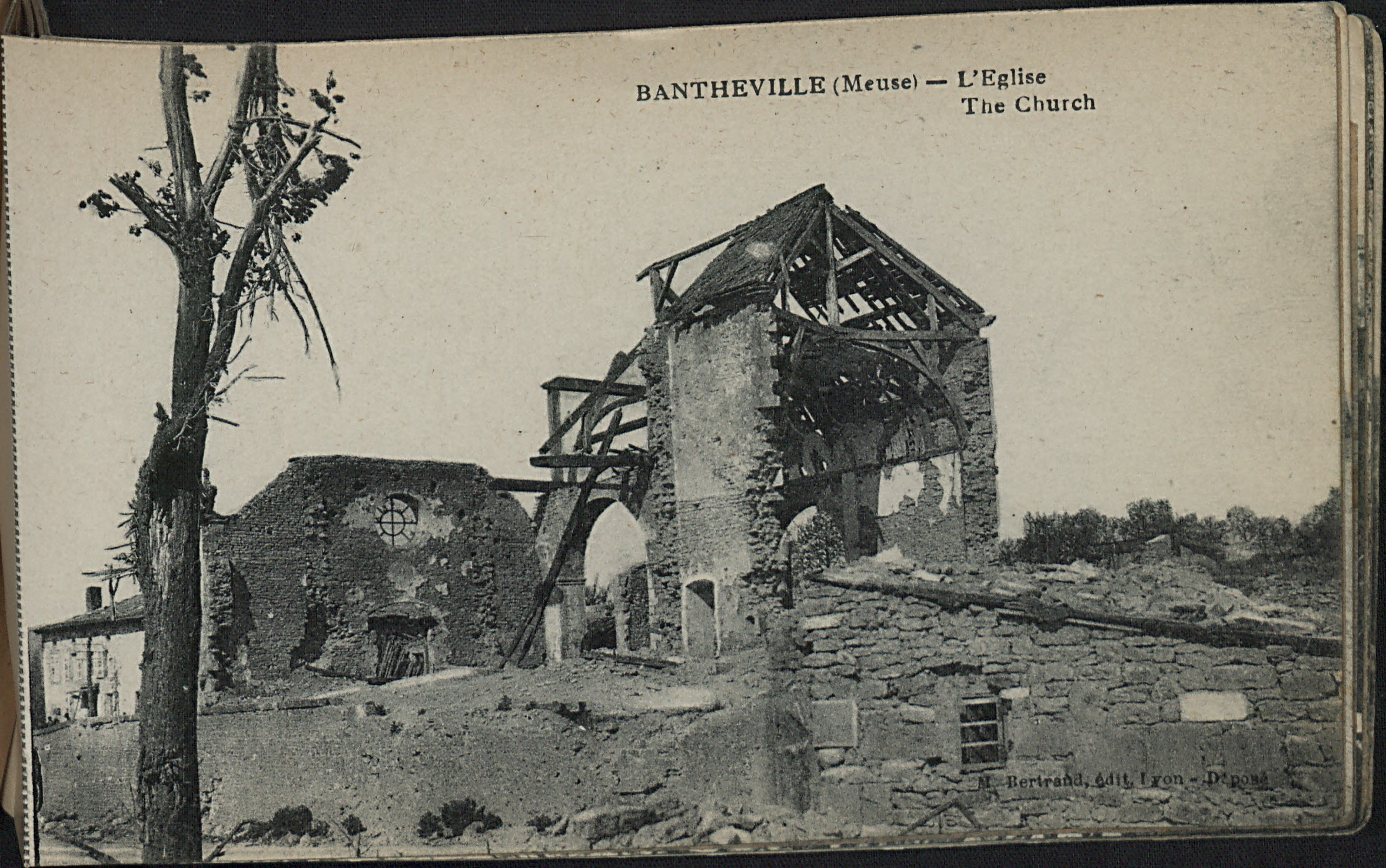
L'église de Bantheville en 1919.

L'église Saint-Rémy a été bâtie entre 1920 et 1924 sur l'emplacement de l'ancienne église qui avait été construite en 1744 et détruite pendant la Première Guerre mondiale.
Elle est dédiée à saint Remi qui est le saint patron du village et l'un des cinq patrons catholiques de France.